# Amazonia (Missouri)
Pour les articles homonymes, voir Amazonia.
Le village d’Amazonia est situé dans le comté d'Andrew, dans l’État du Missouri, aux États-Unis. Sa population s’élevait à 312 habitants lors du recensement de 2010, estimée à 315 habitants en 2016.

## Histoire
Amazonia a été établie en 1857. Amazonia dispose d’un bureau de poste depuis 1859. L’origine du nom du village est obscure.

## Source
- (en) Cet article est partiellement ou en totalité issu de l’article de Wikipédia en anglais intitulé « Amazonia, Missouri » (voir la liste des auteurs).

1. ↑  Eaton, David Wolfe, How Missouri Counties, Towns and Streams Were Named, The State Historical Society of Missouri, 1916, 202 p. (lire en ligne).
2. ↑  « Post Offices », Jim Forte Postal History (consulté le 30 août 2016).
3. ↑  « Andrew County Place Names, 1928-1945 (archived) » [archive du 24 juin 2016], The State Historical Society of Missouri (consulté le 30 août 2016).